# 穆克蒂納特

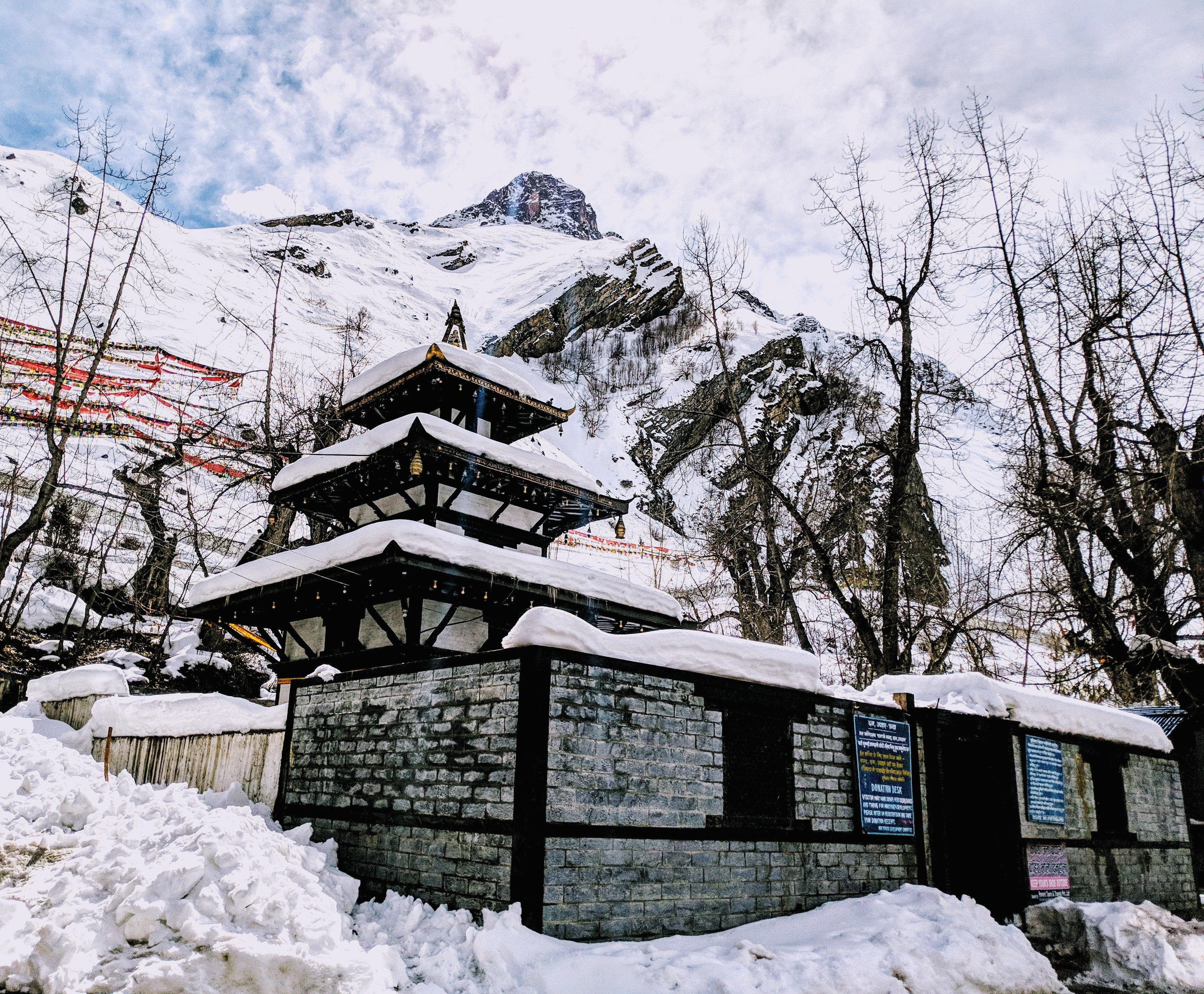
穆克蒂納特

穆克蒂納特，是一座古老的毗濕奴派神廟，位於尼泊爾的木斯塘的駝龍埡口。穆克蒂納特被稱為“解脫之主”，這寺院對印度教徒和佛教徒來說都是神聖的，他們分別作為印度教保護神毗濕奴和佛教菩薩觀世音菩薩的住所進行崇拜。
它是世界上最高的寺廟之一，海拔3800米。這座寺廟被賦予印度教108個Divya Desams(毗濕奴聖地)之一的地位，也是印度以外唯一的Divya Desam。它也是51個性力派聖地之一。這座寺廟建築群被稱為Mukti Kshetra，字面意思是解脫之地。
對佛教徒來說，這里是空行母的居所，被認為是24個密宗場所之一。藏傳佛教徒稱它為Chumig Gyatsa，在藏語中意為“百水”。
在尼泊爾，穆克蒂納特神廟被視為宗教和諧的象徵，印度教徒和佛教徒在歷史上一直在同一個地方崇拜，相互尊重和包容。